# نقد مدرنیته (کتاب)
نقد مدرنیته (به انگلیسی: Editing Critique of Modernity) و (به فرانسوی: Critique de la modernité) عنوان کتابی است از جامعه‌شناس فرانسوی، آلن تورن (زادهٔ ۳ اوت ۱۹۲۵)، که در سال ۱۹۹۲ به فرانسوی نوشته شده‌است. نویسنده تلاش می‌کند نقدی از مدرنیته ارائه دهد که نه ضدمدرن باشد و نه پست مدرن. او بر این اساس «مدرنیتهٔ بازسازی‌شدهٔ» مبتنی بر آزادی سوژه را پیشنهاد می‌کند.

## چکیده
آلن تورن توضیح می‌دهد چگونه مدرنیته مبتنی بر ایده عقل توسط احزاب مختلف مورد پرسش قرار گرفته‌است. جهان‌شمولی ادعایی آن به سبب ناتوانی نخبگانش در شناخت تجربیات خاص گروه‌هایی مانند طبقه کارگر، استعمار، زنان و کودکان مورد انتقاد قرار گرفته‌است. تورن این موضوع را به عنوان یک مسئله می‌شناسد ولی پذیرش تنوع انسانی را به عنوان راه حل رد می‌کند زیرا پذیرش تفاوت نیز به منزله پذیرش عدم مدارا و تضاد است. او همچنین پست مدرنیسم را رد می‌کند که به سادگی آن را فرسوده شدن همان مدرنیته می‌داند.
به جای دوگانه مدرنیتهٔ رنه دکارت و اعلامیه حقوق بشر و شهروند که توسط فریدریش نیچه ویران شد همچنین مصرف‌گرایی و ملی‌گرایی زیگموند فروید، تورن «مدرنیته بازسازی شده» را پیشنهاد می‌کند. تورن می‌خواهد مدرنیته را بر اساس مبارزه سوژه برای آزادی بنا کند. این پیشنهاد شامل اراده فرد و همچنین گروه برای کنترل زندگی خود، در تقابل با منطق نیروهای بازار و قدرت است؛ بنابراین، مدرنیته ترجیحی تورن، نیاز به حافظه و تعلق را تشخیص می‌دهد که بخشی از آن با عقل و آزادی سوژه متناظر است.

## معرفی
- پیر مولر استدلال کرد که این کتاب فاقد کلیدهای لازم برای درک رابطه بین سوژه - فرد و کنشگر جمعی است که برای اشکال جدید میانجیگری و همچنین برای هر موضوعی در مورد طرد و شهروندی بسیار مهم است. با این حال، مولر این کتاب را به سبب «سهم اصلی‌اش در بحث جاری در مورد بحران میانجی‌گری سیاسی و به‌طور کلی‌تر، در مورد جایگاه فرد در تحلیل جامعه‌شناختی»، «بسیار محرک» می‌داند. این کتاب «بیشتر از پاسخگویی، درها را باز می‌کند»."[۲]
- فریزر بری کوپر (زادهٔ ۱۹۴۳) دانشمند علوم سیاسی کانادایی نوشت: تورن "استاد ژانر" ساختارشکنی بود ولی "کسانی که از مبهم بودن استدلال، متحیر و از زبان تکراری و کنایه ای پر از استعاره خسته شده‌اند، ممکن است بخواهند وقت خود را به متن او اختصاص ندهند.» کوپر فکر می‌کرد این کتاب به بن‌بستی منتهی می‌شود که می‌توان از آن برای زیر سؤال بردن مقدمات مدرن مدرنیته استفاده کرد. به یاد آوریم مدرنیته در آغاز پیدایش خود، رد چیزهای غیرمدرن بود، اگرچه این با رویکرد تاریخ‌نگار نویسنده در تضاد است. کوپر نوشت: "تورن نشانه‌ای از اختلالات را به فیلسوفان سیاسی ارائه کرده‌است، همان کسانی که برای تحلیل آنها فراخوانده شده‌اند".[۳]
- پیتر بیلهرز (زادهٔ ۱۳ نوامبر ۱۹۵۳) جامعه‌شناس استرالیایی، این کتاب را «به نوعی، خلاصه‌ای از کار زندگی» و «مسلماً طولانی‌تر از آنچه لازم است» توصیف کرد و نوشت: شاید «دموکراسی چیست؟» و «آیا می‌توانیم با هم زندگی کنیم؟» احتمالاً عناوین بهتری برای خوانندگانی باشند که تازه می‌خواهند با آثار تورن آشنا شود.[۴]